# Piscine du Tennis-Club
La piscine du Tennis-club est une piscine privée à usage collectif appartenant au tennis club, une association sportive situé à Reims (Marne, Grand-Est, France). Elle est protégée au titre des monuments historiques, 

## Histoire
Le tennis club est fondé après la Première Guerre mondiale avec l'aide du Comité américain pour les régions dévastées. Les premiers président d'honneur sont Mesdames A.M. Dike, A. Morgan et Monsieur le marquis de Polignac. Le président étant Maxence de Polignac.
La piscine est créée en 1922-23 par l'architecte Jacques Rapin dans le style Art déco. La piscine, la pergola, les bancs, les jardinières, les sols, les murets et les murs qui la bordent sont inscrits au titre des monuments historiques depuis le 25 janvier 2001. Le projet d'aménagement de l'ensemble de l'îlot et les bâtiments primitifs hormis la piscine sont dus à Edouard Redont, architecte et paysagiste qui signa le permis de construire.
L'entretien d'une piscine pour une simple association étant une charge financière, elle lance en juillet 2021 un appel à mécènes pour la sauver.

## Architecture

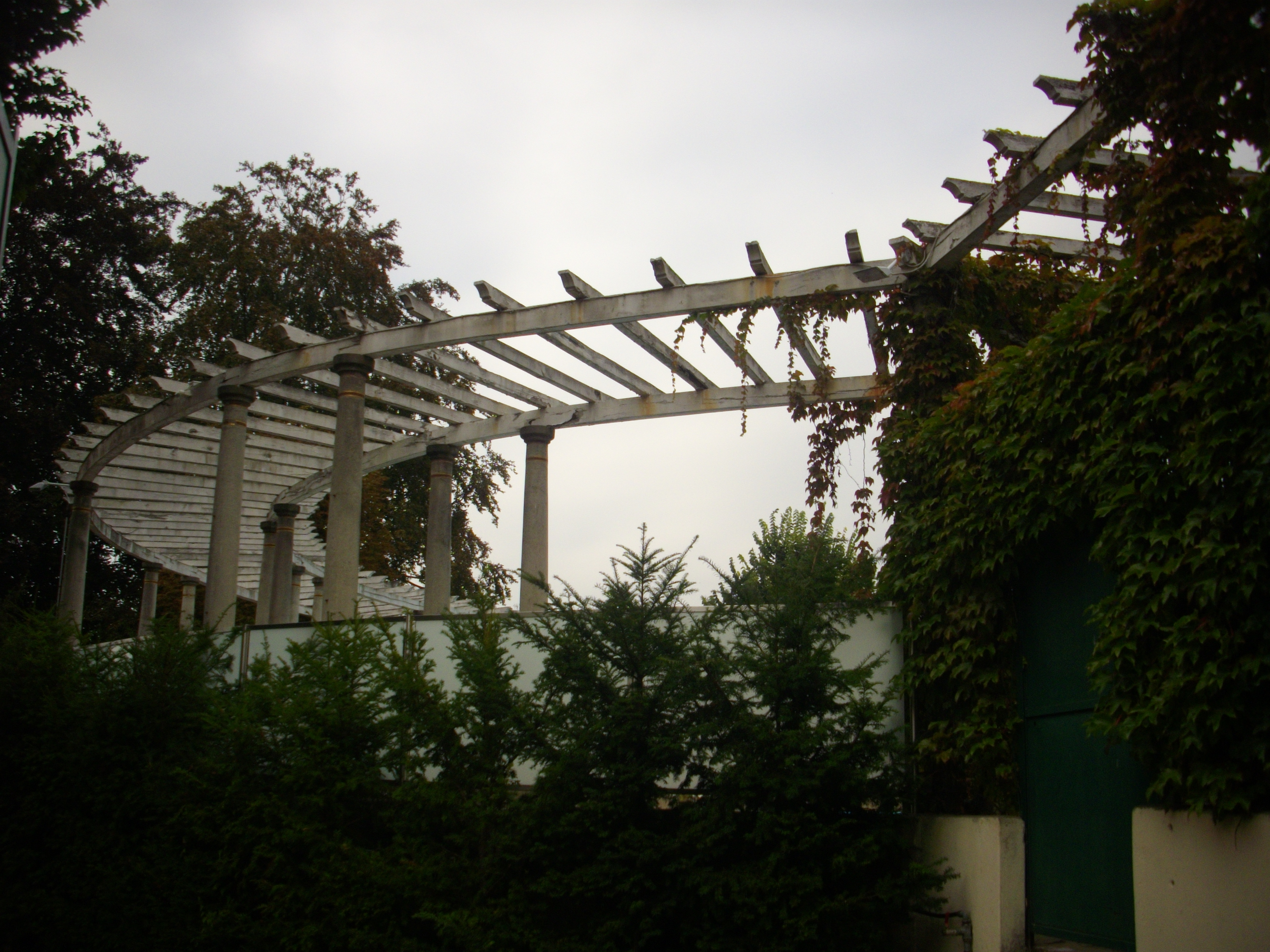
La colonnade.

La piscine est en béton armé et possède une pergola a été construite et inauguré par l’architecte Jacques Rapin en 1922-23. L'interêt du lieu réside dans ses deux bassins qui furent le lieu de développement du water-polo, du plongeon dans un idéal de développement corporel par le sport. L'intérêt esthétique est également dans les mosaïques, les bacs et le décor à bandeau.
À partir des années 1920 la piscine est aussi le lieu de concerts et de spectacles, puis un renouveau par sa mise en valeur par Olivier Rigaud, qui fait ainsi apposer une plaque rue Lagrive.

### Les autres bâtiments
Il y a un club avec vestiaires et salle de restauration, des courts de tennis couverts et d'autres à l'air libre. Le premier bâtiment en bois qui protégeait les courts était une œuvre de Redont, il a disparu à la sortie de la Deuxième guerre mondiale pour être remplacé dix ans après par un hall en béton armé qui est de Jacques Herbé et des frères Maurice et Guy Galloy. La couverture la plus moderne qui est métallique est l'œuvre de G. Henry qui date de 2001-2006.

### En images

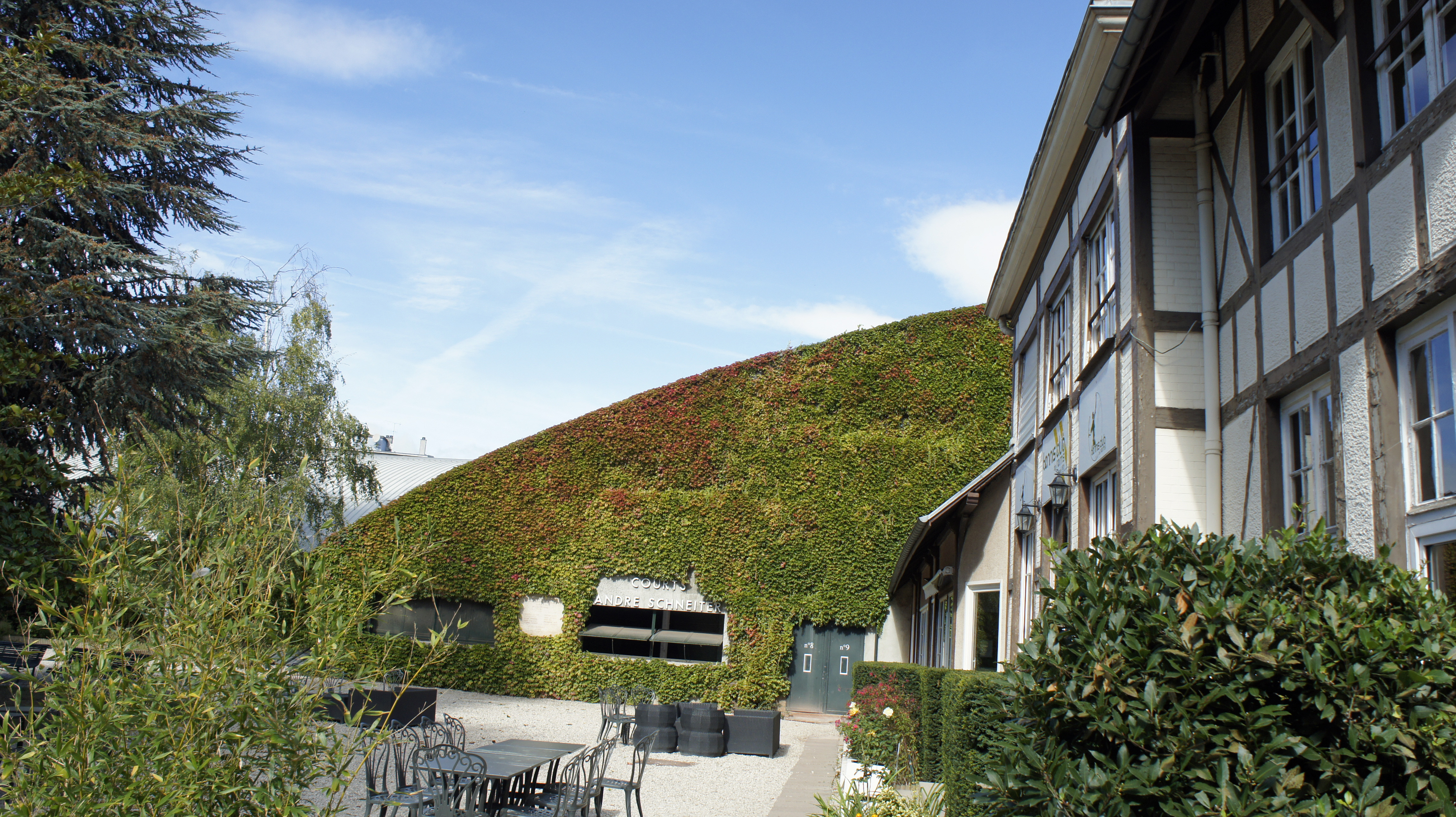
Courts couverts,
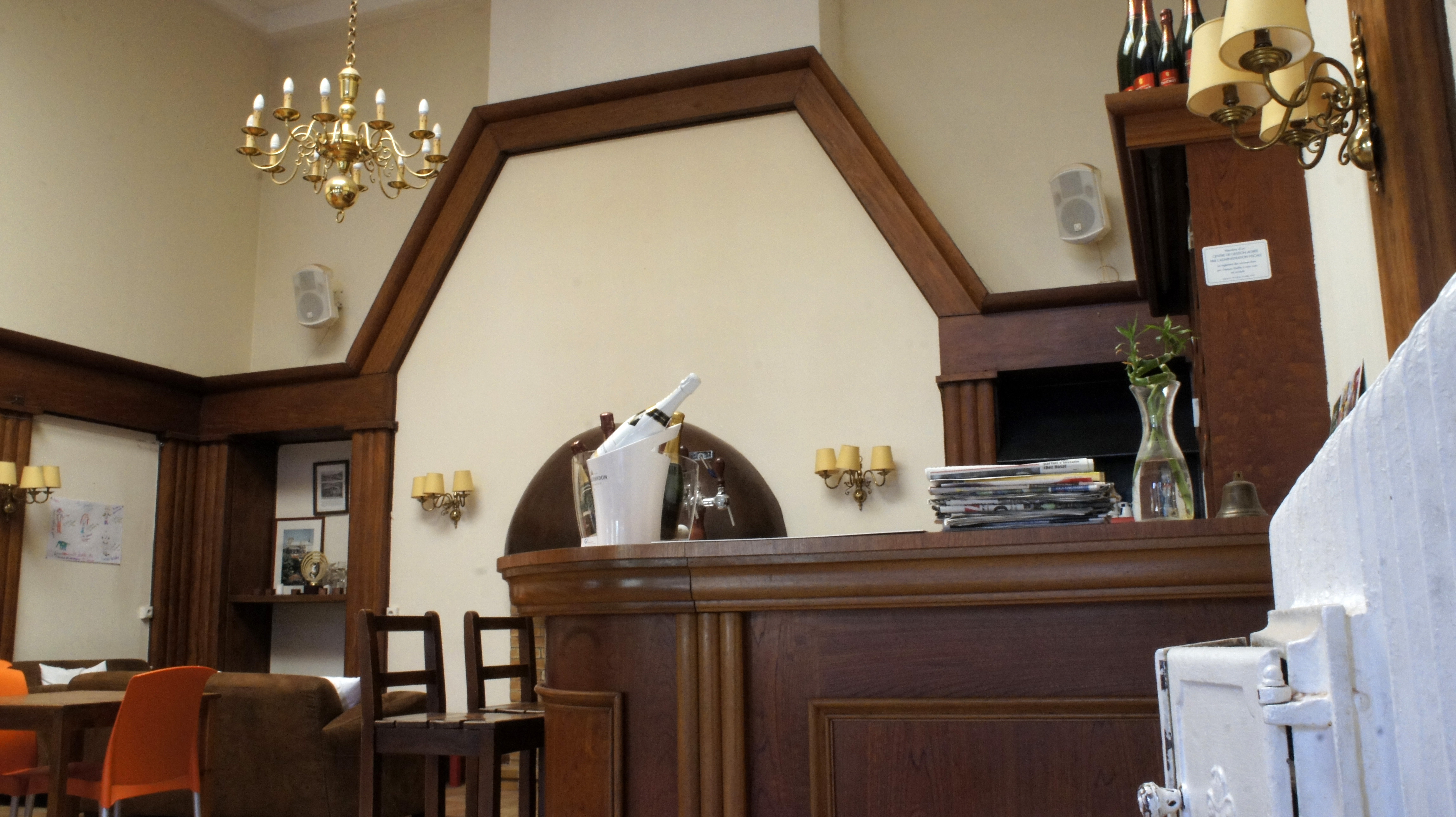
club-house,
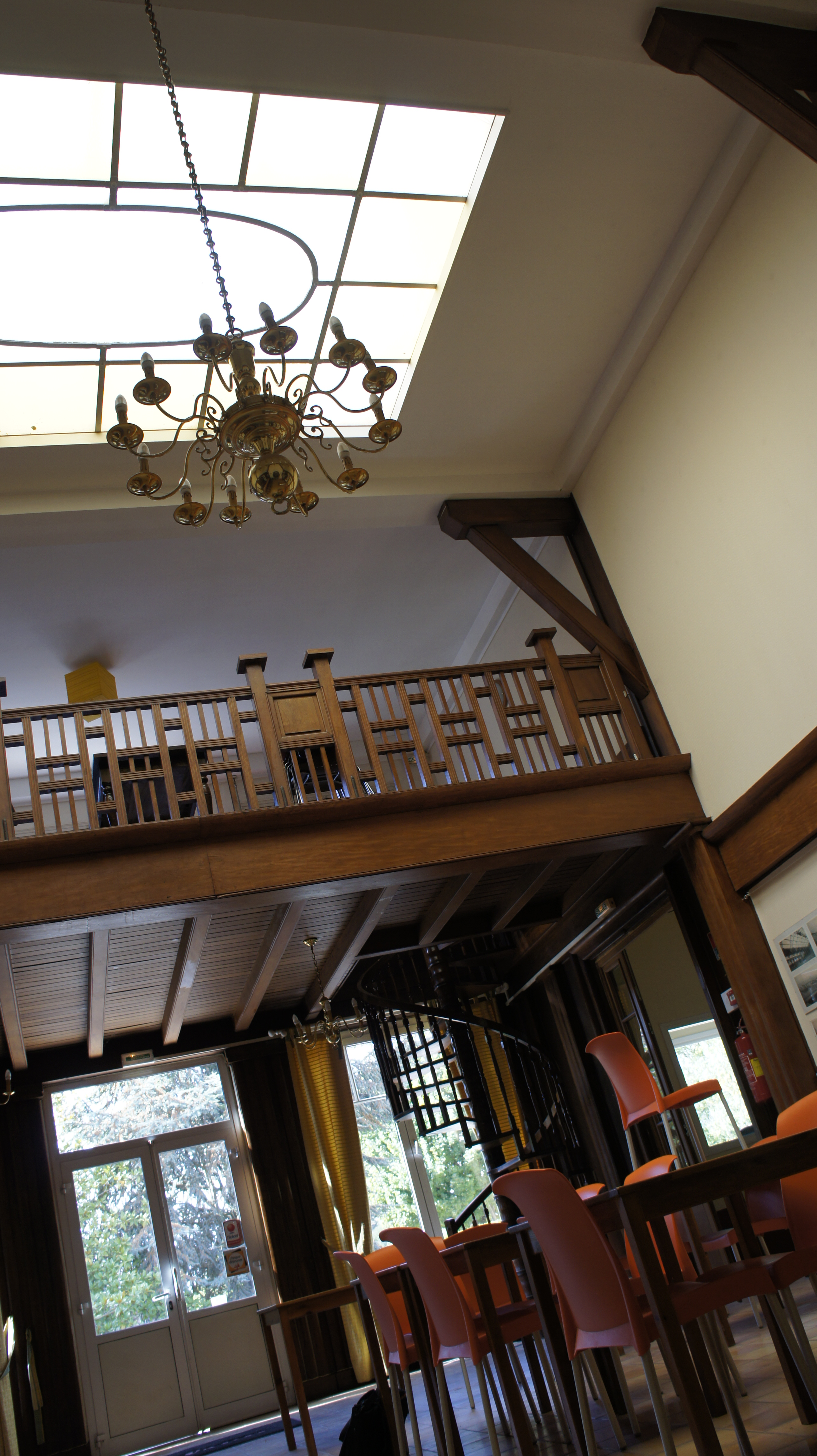
sa cheminée,
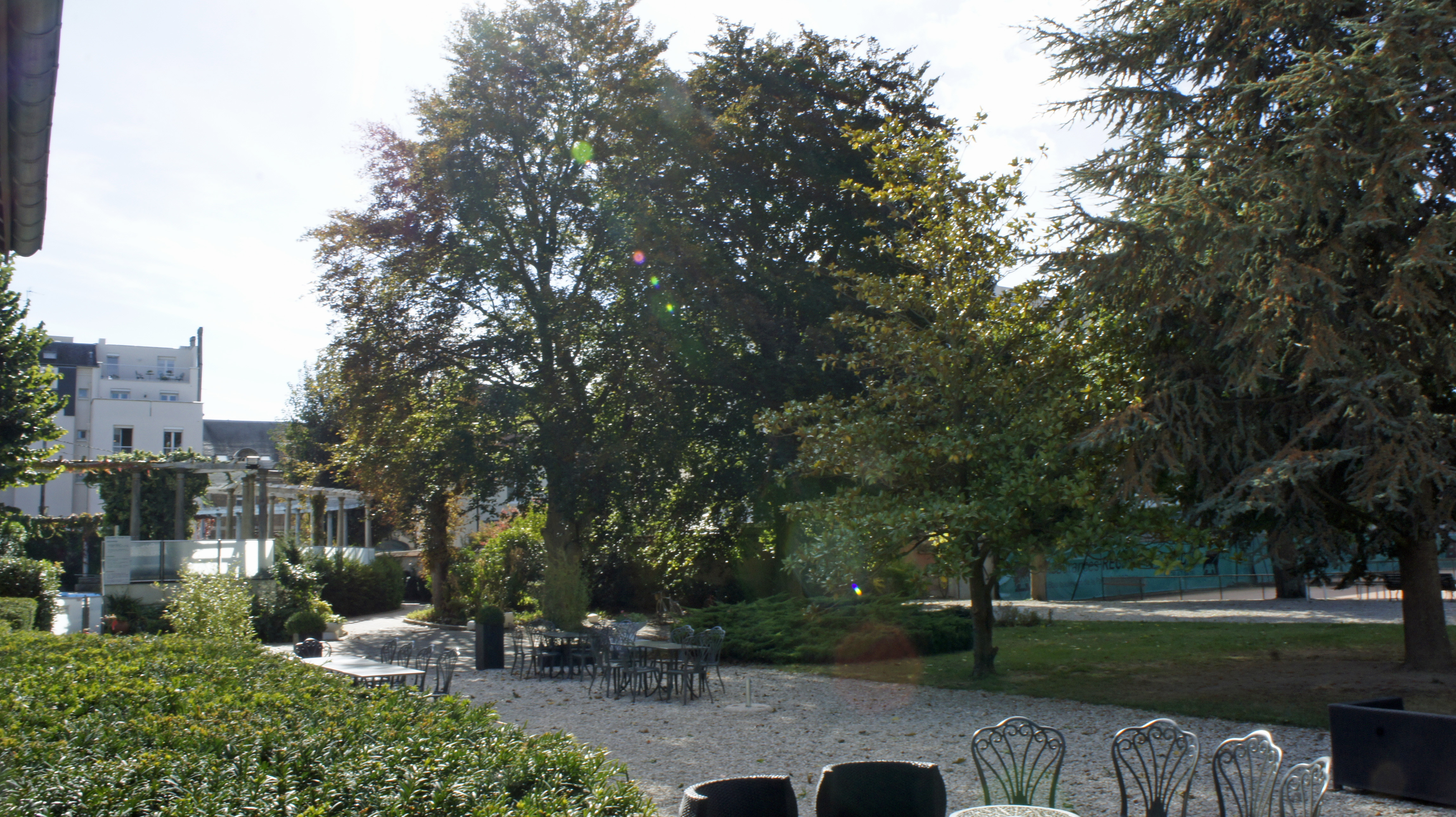
ses ormes rouges.

### Cour
Par son entrée rue de Lagrive, l'entrée longe la piscine pour donner sur une cour ombragée bornée par les bâtiments et ainsi créer une partie abritée de la rue. C'est l'œuvre d'Édouard Redont qui est aussi l'architecte du club house. Ce club bâti en 1922 est dans un style cottage avec cheminée et galerie à balustrade en bois.

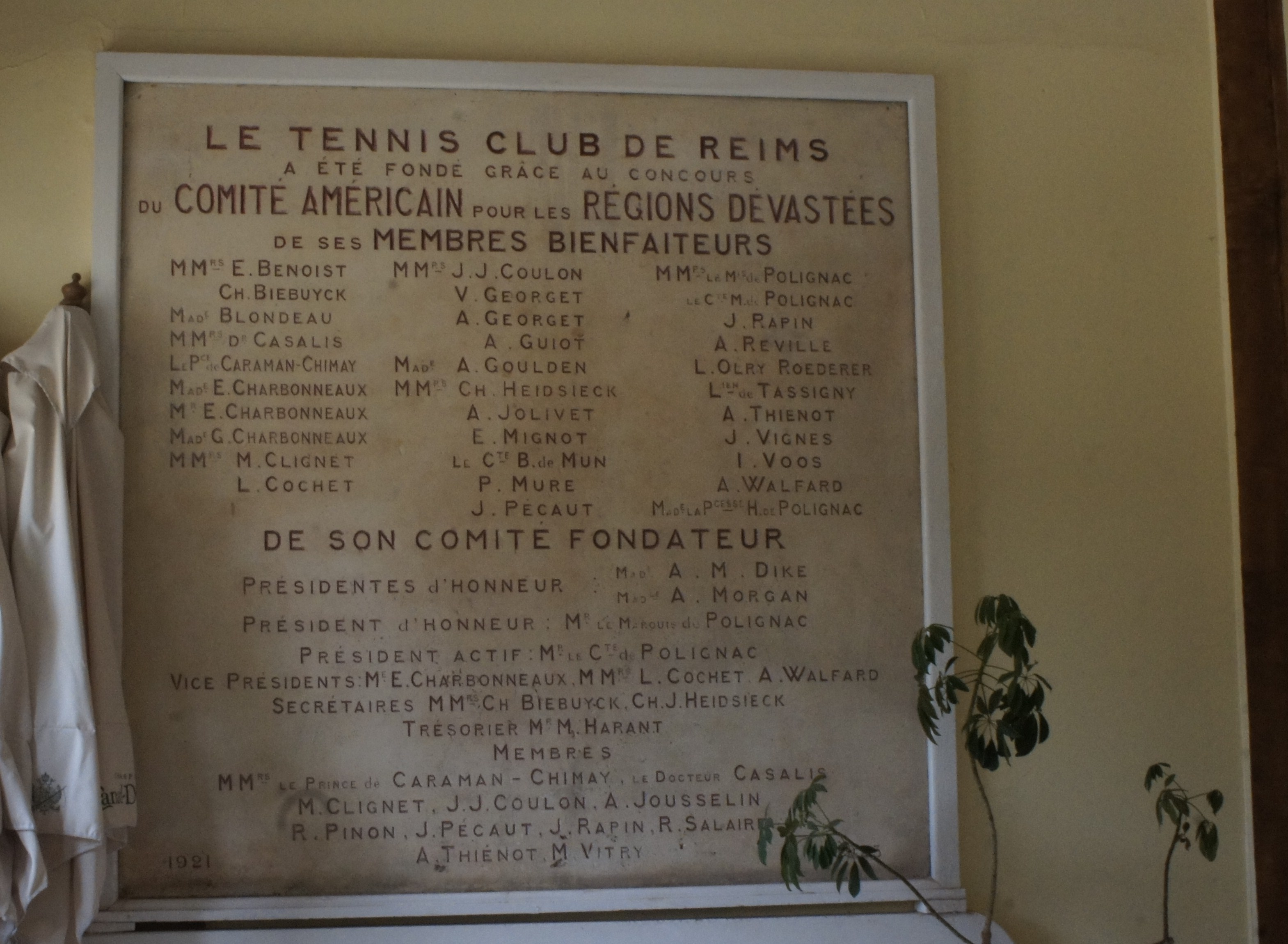
Plaque mémorielle aux fondateurs,
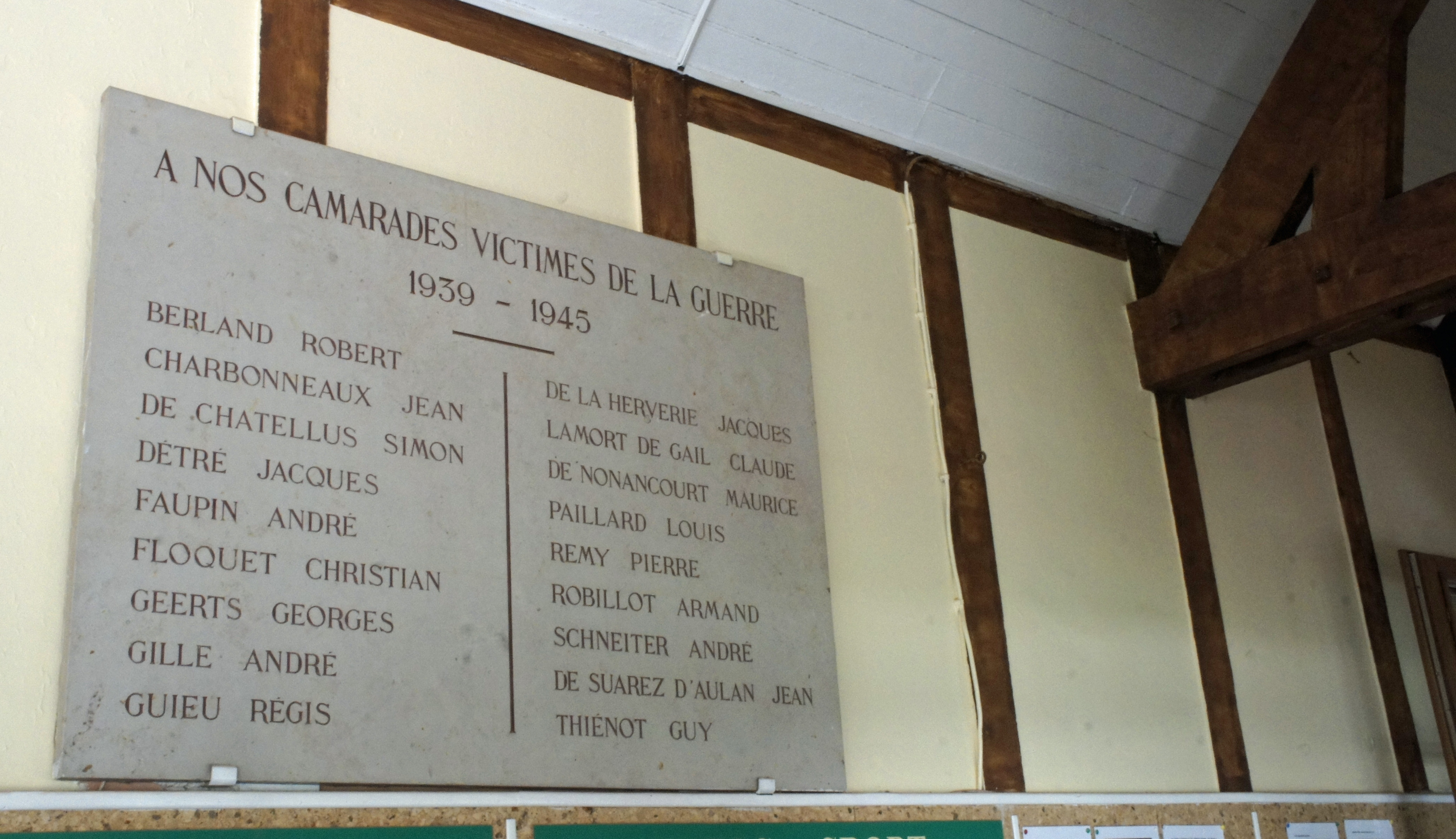
aux morts de 39-45.